# Organopoda cnecosticta
Organopoda cnecosticta är en fjärilsart som beskrevs av Louis Beethoven Prout 1932. Organopoda cnecosticta ingår i släktet Organopoda och familjen mätare. Inga underarter finns listade i Catalogue of Life.